# نيلس كلاين
نيلس كلاين هو لاعب رماية سويدي، ولد في 14 يوليو 1878 في ستوكهولم في السويد، وتوفي في 28 فبراير 1936.

## وصلات خارجية
- نيلس كلاين على موقع أوليمبيديا (الإنجليزية)
- نيلس كلاين على موقع اللجنة الأولمبية السويدية (السويدية)